# Општина Хусничоара (Мехединци)
Хусничоара (рум. Husnicioara) општина је у Румунији у округу Мехединци.
Oпштина се налази на надморској висини од 251 m.